# Rhimphoctona obscuripes
Rhimphoctona obscuripes là một loài tò vò trong họ Ichneumonidae.